# Stadio di atletica (Sulmona)
Lo stadio di atletica di Sulmona insieme al palazzetto dello sport e allo stadio del rugby fa parte del complesso sportivo "Nicola Serafini" collocato in località Incoronata.

## Storia
Lo stadio di atletica ha ospitato la finale A Oro dei Campionati italiani di società di atletica leggera il 24 e 25 settembre 2011 e la finale A1 il 28 e 29 settembre 2013.

## Caratteristiche
La pista è realizzata con il materiale mondo-track lo stesso con cui è stata realizzata la pista di atletica delle Olimpiadi di Pechino 2008 e, in Italia, la pista di Pescara impiegata per i Giochi del Mediterraneo 2009. In Italia esistono solo tre impianti realizzati con questo materiale. La terza si trova allo stadio Primo Nebiolo a Torino.